# Andrena armeniaca
Andrena armeniaca là một loài Hymenoptera trong họ Andrenidae. Loài này được Popov mô tả khoa học năm 1940.